# Pavillons noirs
Pour les articles homonymes, voir Pavillon noir.

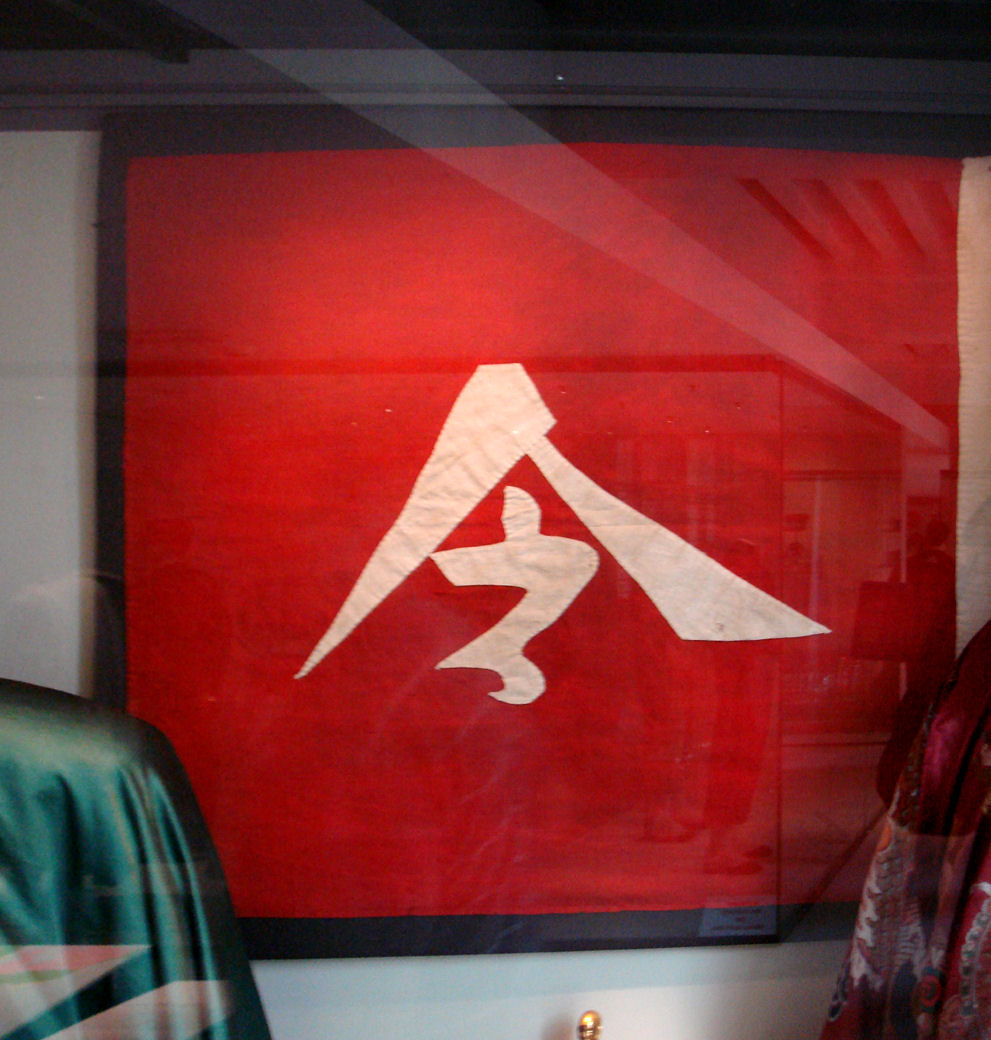
Bannière des Pavillons noirs, capturée par l'armée française à Hoa Moc (2 mars 1885) et exposée au musée de l'Armée à Paris.

Les Pavillons noirs (du chinois Hei qi jun) sont des soldats irréguliers chinois qui sévissaient en Indochine, principalement contre les Français.

## Historique
Ce sont d'anciens rebelles Taiping commandés par Liu Yongfu (1837-1917, Lưu Vĩnh Phúc ou Lưu Vĩnh Phước en vietnamien). Ils furent expulsés de Chine en 1864 vers le Tonkin, après l'écrasement de leur révolte (1850-1864).
Les Annamites les utilisent contre les tribus des montagnes, entre le fleuve Rouge et la rivière Noire. À ce titre, Liu Yongfu obtient un rang officiel à la cour.
Les Pavillons noirs harcèlent ensuite les Français sur le fleuve Rouge. Un corps expéditionnaire commandé par Henri Rivière est envoyé en 1881 : c'est la guerre franco-chinoise (1881-1885).
Les Pavillons noirs combattent alors avec les troupes impériales chinoises contre les Français (les impériaux toléraient ces anciens rebelles à la condition qu'ils restent en dehors de la Chine).
Ils participent notamment au siège des troupes françaises (principalement la Légion étrangère) à Tuyen-Quang en 1885 au Tonkin.
À la fin de la guerre, en juin 1885, Liu Yongfu rentre en Chine et les Pavillons noirs sont formellement dissous. La plupart se transforment alors en bandits, continuant à harceler les Français pendant plusieurs années. Une de leurs troupes pille notamment Luang Prabang en 1887.